# Castagneti di Fiuggi
Castagneti di Fiuggi este o arie protejată (arie specială de conservare — SAC, sit de importanță comunitară — SCI) din Italia întinsă pe o suprafață de 212 ha, integral pe uscat.

## Localizare
Centrul sitului Castagneti di Fiuggi este situat la coordonatele 41°46′57″N 13°12′39″E / 41.7825°N 13.210833°E.

## Înființare
Situl Castagneti di Fiuggi a fost declarat sit de importanță comunitară în iunie 1995 pentru a proteja 1 specie de animale. Situl a fost protejat și ca arie specială de conservare în decembrie 2016.

## Biodiversitate
Situată în ecoregiunea mediteraneană, aria protejată conține 1 habitat natural: Păduri de Castanea sativa.
La baza desemnării sitului se află o specie protejată de  nevertebrate: croitorul mare al stejarului (Cerambyx cerdo).
Pe lângă speciile protejate, pe teritoriul sitului au mai fost identificate 4 specii de plante, 1 specie de mamifere.